# Ronnie Rooke
Ronald Leslie "Ronnie" Rooke, född 7 december 1911, död 9 juli 1985, var en engelsk fotbollsspelare och tränare. 
Han föddes i Guildford där han började sin karriär som fotbollsspelare i Crystal Palace FC, som vid den tiden låg i södra tredje divisionen. Rookes position på planen var som centerforward. När han var 35 år så köptes han överraskande av Arsenal.
Han dog i lungcancer när han var 73 år gammal.